# 진도국악고등학교
진도국악고등학교(珍島國樂高等學校)는 대한민국 전라남도 진도군 임회면 석교리에 있는 공립 고등학교이다.

## 학교 연혁
- 1982년 1월 15일 : 석교고등학교 설립인가 (15학급)
- 1982년 3월 10일 : 석교고등학교 개교(전남 진도군 임회면 석교길 20-4)
- 2008년 2월 28일 : 체육관(부용관) 준공
- 2008년 8월 9일 : 예술계열 특수목적고 국악과 신설 (학칙변경 6학급)
- 2009년 12월 14일 : 생활관(진악사) 준공
- 2012년 5월 1일 : 인조잔디 운동장 및 우레탄 트랙 시설 완료
- 2013년 3월 1일 : 석교고등학교 교명을 진도국악고등학교로 교명 변경
- 2015년 2월 25일 : 생활관(진향관) 준공
- 2022년 1월 7일 : 제9회(석교고38회) 21명 졸업(졸업생 총 수 2,836명)
- 2023년 1월 3일 : 제10회 15명 졸업(졸업생 총 수 2,851명 배출)
- 2024년 3월 1일 : 윤일성 교장 부임

## 설치 학과
- 국악과

## 참고 자료
- 진도국악고등학교 - 한국교육학술정보원 학교알리미